# Nils Nordh
Nils Gustav Nordh, född 23 december 1931 i Hjälstads församling i Skaraborgs län, död 30 juni 2007 i Sofia församling i Jönköping, var en svensk socialdemokratisk politiker, som mellan 1982 och 1994 var riksdagsledamot för Jönköpings läns valkrets. Nils Nordh är begravd på Skogskyrkogården i Jönköping.